# Prisión de Taubaté
La Prisión de Taubaté o bien Centro de Rehabilitación Penitenciaria de Taubaté (en portugués: Prisão de Taubaté) es una instalación peninteciaria en la localidad y municipio de Taubaté, en el estado de São Paulo, en Brasil. Es notoria por contener algunos de los presos más violentos, por motines carcelarios constantes, y por ser el lugar donde se originó la banda criminal conocida como Primeiro Comando da Capital" (Primer Comando de la Capital).